# Diocese de Ourense
A Diocese de Ourense (em latim: Dioecesis Auriensis) é uma diocese da Igreja Católica da Espanha, sediada na cidade de Ourense, na província de Ourense, comunidade autónoma de Galiza. Faz parte da Arquidiocese de Santiago de Compostela. Foi fundada em 500 pelo Papa Símaco e restaurada em 886 pelo Papa Estêvão V. Em 2022 contava com uma população católica de 261 854 fiéis, sendo 95,9% da população total, e tinha 231 paróquias.

## História
Em 500 o Papa Símaco cria a Diocese de Ourense. Em 569 teve sua província eclesiástica alterada para Lugo. Em 716 teve seu território suprimido para a Arquidiocese de Lugo. Em 886 o Papa Estêvão V restaura a Diocese de Ourense. Em 1071, sem sua província eclesiástica, torna-se sufragânea de Braga. Em 1120 tem sua província eclesiástica alterada, passando de Braga para Santiago de Compostela. Em 1926 perde território para a Diocese de Lugo. Em 1953 ganha parte do território de Tui. Em 1954 houve uma troca territorial entre a Diocese de Ourense e as Dioceses de Astorga e Lugo. Ainda em 1954 a diocese de Ourense ganha parte dos territórios da Santiago de Compostela e a Diocese de Tui. Em 1959 houve um a nova troca territorial entre a diocese de Ourense e a Diocese de Astorga.

## Lista de bispos
A seguir uma lista de bispos desde 1088. Não se tem muita informação dos bispos anteriores a essa data.
|                   | Nome                                         | Período           | Notas                                       |
| Bispos de Ourense | Bispos de Ourense                            | Bispos de Ourense | Bispos de Ourense                           |
| ----------------- | -------------------------------------------- | ----------------- | ------------------------------------------- |
| 85º               | José Leonardo Lemos Montanet                 | 2011 - atual      |                                             |
| 84º               | Luis Quinteiro Fiuza                         | 2002 - 2010       | Nomeado bispo de Tui-Vigo                   |
| 83º               | Carlos Osoro Sierra                          | 1996 - 2002       | Nomeado arcebispo de Oviedo                 |
| 82º               | José Diéguez Reboredo                        | 1987 - 1996       | Nomeado bispo de Tui-Vigo                   |
| 81º               | Ángel Temiño Sáiz                            | 1952 - 1987       |                                             |
| 80º               | Francisco Blanco Nájera                      | 1944 - 1952       | Faleceu no cargo                            |
| 79º               | Florencio Cerviño y González                 | 1921 - 1941       | Faleceu no cargo                            |
| 78º               | Eustaquio Ilundáin y Esteban                 | 1904 - 1920       | Nomeado arcebispo de Sevilha                |
| 77º               | Pascual Carrascosa y Gabaldón                | 1895 - 1904       | Faleceu no cargo                            |
| 76º               | Cesáreo Rodrigo y Rodríguez                  | 1875 - 1895       | Faleceu no cargo                            |
| 75º               | José La Cuesta Maroto                        | 1866 - 1871       | Faleceu no cargo                            |
| 74º               | José Ávila Lamas                             | 1857 - 1866       | Faleceu no cargo                            |
| 73º               | Luis de la Lastra y Cuesta                   | 1852 - 1857       | Nomeado arcebispo de Valladolid             |
| 72º               | Pedro José Zarandia y Endara                 | 1847 - 1851       | Nomeado bispo de Huesca                     |
| 71º               | Dámaso Egidio Iglesias y Lago                | 1818 - 1840       | Faleceu no cargo                            |
| 70º               | Pedro Benito Antonio Quevedo y Quintano      | 1776 - 1818       | Faleceu no cargo                            |
| 69º               | Alonso Francos Arango                        | 1769 - 1775       | Faleceu no cargo                            |
| 68º               | Francisco Galindo Sanz, O.M.                 | 1764 - 1769       | Faleceu no cargo                            |
| 67º               | Ramón Francisco Agustín Eura, O.S.A.         | 1738 - 1763       | Faleceu no cargo                            |
| 66º               | Juan de Zuazo y Tejada, O.M.                 | 1736 - 1736       | Faleceu no cargo                            |
| 65º               | Andrés Cid de San Pedro Fernández, O.Cist.   | 1728 - 1734       | Faleceu no cargo                            |
| 64º               | Juan Muñoz de la Cueva, O.SS.T.              | 1717 - 1728       | Faleceu no cargo                            |
| 63º               | Marcelino Siuri Navarro                      | 1708 - 1717       | Nomeado bispo de Córdova                    |
| 62º               | Juan Arteaga Dicastillo                      | 1707 - 1707       | Faleceu no cargo                            |
| 61º               | Damián Francisco Cornejo, O.F.M.             | 1694 - 1706       | Renunciou                                   |
| 60º               | Diego Ros de Medrano                         | 1673 - 1694       | Faleceu no cargo                            |
| 59º               | Baltasar de los Reyes, O.S.H.                | 1668 - 1673       | Nomeado bispo de Cória                      |
| 58º               | Francisco Rodríguez Castañón                 | 1663 -1667        | Nomeado bispo de Calahorra e La Calzadaño   |
| 57º               | José de la Peña García de Ceniceros          | 1659 -1663        | Nomeado bispo de Calahorra e La Calzadaño   |
| 56º               | Alfonso de Sanvítores de la Portilla, O.S.B. | 1653 - 1659       | Nomeado bispo de Samora                     |
| 55º               | Antônio Paiño Sevilla                        | 1643 - 1653       | Nomeado bispo de Samora                     |
| 54º               | Juan Velasco Acevedo                         | 1637 - 1642       | Faleceu no cargo                            |
| 53º               | Luis García Rodríguez                        | 1634 - 1637       | Nomeado bispo de Astorga                    |
| 52º               | Diego Zúñiga Sotomayor                       | 1631 - 1634       | Nomeado bispo de Samora                     |
| 51º               | Juan Venido Castilla, O.F.M.                 | 1626 - 1631       | Faleceu no cargo                            |
| 50º               | Juan de la Torre Ayala                       | 1621 - 1626       | Nomeado bispo de Ciudad Rodrigo             |
| 49º               | Pedro Ruiz Valdivieso                        | 1617 - 1621       | Faleceu no cargo                            |
| 48º               | Sebastián Bricianos, O.F.M.                  | 1611 - 1617       | Faleceu no cargo                            |
| 47º               | Miguel Ares Canaval                          | 1594 - 1611       | Faleceu no cargo                            |
| 46º               | Pedro González Acevedo                       | 1587 - 1594       | Nomeado bispo de Plasencia                  |
| 45º               | Juan de Sanclemente Torquemada               | 1578 - 1587       | Nomeado arcebispo de Santiago de Compostela |
| 44º               | Fernando de Tricio Arenzana                  | 1565 - 1578       | Nomeado bispo de Salamanca                  |
| 43º               | Francisco Blanco Salcedo                     | 1556 - 1565       | Nomeado bispo de Málaga                     |
| 42º               | Francisco Manrique de Lara                   | 1542 - 1556       | Nomeado bispo de Salamanca                  |
| 41º               | Fernando Niño de Guevara                     | 1539 - 1542       | Nomeado arcebispo de Granada                |
| 40º               | Antônio Ramírez de Haro                      | 1537 - 1539       | Nomeado bispo de Ciudad Rodrigo             |
| 39º               | Rodrigo Mendoza Manrique                     | 1532 - 1537       | Nomeado bispo de Salamanca                  |
| 38º               | Fernando Valdés                              | 1530 - 1532       | Nomeado bispo de Oviedo                     |
| 37º               | Orlando Carretto della Rovere                | 1511 - 1527       | Faleceu no cargo                            |
| 36º               | Pietro Isvalies                              | 1508 - 1511       | Faleceu no cargo                            |
| 35º               | Luigi d'Aragona                              | 1507 - 1508       | Renunciou                                   |
| 34º               | Antônio Gentile Pallavicini                  | 1486 - 1507       | Faleceu no cargo                            |
| 33º               | Diego de Fonseca                             | 1470 - 1486       | Nomeado bispo de Cória                      |
| 32º               | Juan de Deza                                 | 1469 - 1470       | Faleceu no cargo                            |
| 31º               | Alonso López de Valladolid                   | 1466 - 1469       | Faleceu no cargo                            |
| 30º               | Juan de Torquemada, O.P.                     | 1463 - 1466       | Renunciou                                   |
| 29º               | Pedro Silva y Tenorio, O.P.                  | 1447 - 1461       | Nomeado bispo de Badajoz                    |
| 28º               | García Martínez de Baamonde                  | 1445 - 1447       | Nomeado bispo de Lugo                       |
| 27º               | Juan de Torquemada, O.P.                     | 1442 - 1445       | Renunciou                                   |
| 26º               | Diego Rapado                                 | 1425 - 1442       | Nomeado bispo de Oviedo                     |
| 25º               | Álvaro Pérez Barreguín                       | 1424 - 1425       | Faleceu no cargo                            |
| 24º               | Alfonso de Cusanca, O.P.                     | 1420 - 1424       | Nomeado bispo de Leão                       |
| 23º               | Francisco Alfonso                            | 1408 - 1419       | Faleceu no cargo                            |
| 22º               | Pedro                                        | 1395 - 1408       | Faleceu no cargo                            |
| 21º               | Juan Gonzalez Fernandez de Illescas          | 1394 - 1395       | Nomeado bispo de Samora                     |
| 20º               | Pedro Díaz                                   | 1392 - 1394       | Faleceu no cargo                            |
| 19º               | Diego de Anaya Maldonado                     | 1390 - 1392       | Nomeado bispo de Salamanca                  |
| 18º               | Pascual Garcia                               | 1382 - 1390       | Nomeado bispo de Astorga                    |
| 17º               | Martín                                       | 1375 - 1381       | Faleceu no cargo                            |
| 16º               | Juan García Manrique                         | 1371 - 1375       | Nomeado bispo de Sigüenza                   |
| 15º               | Juan Sierra                                  | 1367 - 1370       | Nomeado bispo de Segóvia                    |
| 14º               | Alfonso Pérez Noya, O.F.M.                   | 1361 - 1366       | Faleceu no cargo                            |
| 13º               | João de Cardaillac                           | 1351 - 1361       | Nomeado arcebispo de Braga                  |
| 12º               | Álvaro Pérez de Viedma                       | 1343 - 1351       | Faleceu no cargo                            |
| 11º               | Vasco Pérez Mariño                           | 1332 - 1343       | Faleceu no cargo                            |
| 10º               | Gonzalo Núñez de Novoa                       | 1319 - 1332       | Faleceu no cargo                            |
| 9º                | Gonzalo Daza y Osorio                        | 1311 - 1319       | Faleceu no cargo                            |
| 8º                | Rodrigo Pérez                                | 1308 - 1311       | Faleceu no cargo                            |
| 7º                | Pedro Yañez de Novo                          | 1286 - 1308       | Faleceu no cargo                            |
| 6º                | Juan Díaz                                    | 1249 - 1276       | Faleceu no cargo                            |
| 5º                | Lourenço                                     | 1218 - 1248       | Faleceu no cargo                            |
| 4º                | Fernando Méndez                              | 1213 - 1218       | Faleceu no cargo                            |
| 3º                | Martín                                       | 1132 - 1156       | Faleceu no cargo                            |
| 2º                | Diego                                        | 1100 - 1132       | Faleceu no cargo                            |
| 1º                | Pedro                                        | 1088 - 1096       | Faleceu no cargo                            |